# Pertechnetate

Pertechnetat-Ion

Pertechnetate sind eine Stoffgruppe von chemischen Verbindungen, welche das Pertechnetat-Anion TcO4− beinhalten. Sie sind die Salze der Pertechnetiumsäure HTcO4.

## Gewinnung und Darstellung
Durch die Neutralisation der Pertechnetiumsäure durch eine Base kann das Pertechnetat-Ion entstehen.
{\displaystyle {\ce {OH- + HTcO4 -> TcO4- + H2O}}}
Beispiele:
{\displaystyle {\ce {NaOH + HTcO4 -> NaTcO4 + H2O}}}
Natriumhydroxid und Pertechnetiumsäure reagieren zu Natriumpertechnetat und Wasser.
{\displaystyle {\ce {KOH + HTcO4 -> KTcO4 + H2O}}}
Kaliumhydroxid und Pertechnetiumsäure reagieren zu Kaliumpertechnetat und Wasser.

## Eigenschaften
Die Pertechnetate sind analog zu dem Perrhenat-Ion und dem Perchlorat-Ion tetragonal aufgebaut. Sie teilen mit den Perrhenaten ein ähnliches Verhalten. Die Pertechnetate kristallisieren in meist gleiche Kristallstrukturen. Natrium-, Kalium-, Rubidium- und Silber(I)-pertechnetat kristallisieren in einer tetragonaler Kristallstruktur mit der Raumgruppe I41/a (Raumgruppen-Nr. 88). Caesiumpertechnetat und Thalliumpertechnetat kristallisieren in der orthorhombischen Raumgruppe Pnma (Nr. 62).